# Dangerous Age
Dangerous Age é o oitavo álbum de estúdio da banda Bad Company, lançado a 23 de Agosto de 1988.
| Críticas profissionais                                                      | Críticas profissionais |
| Avaliações da crítica                                                       | Avaliações da crítica  |
| Fonte                                                                       | Avaliação              |
| --------------------------------------------------------------------------- | ---------------------- |
| allmusic                                                                    | [ 1 ]                  |
| Esta tabela precisa de ser acompanhada por texto em prosa. Consulte o guia. |                        |

## Faixas
Todas as faixas por Brian Howe e Terry Thomas, exceto onde anotado.
1. "One Night" (Mick Ralphs/Terry Thomas) - 4:38
2. "Shake it Up" - 3:56
3. "No Smoke Without a Fire" - 4:33
4. "Bad Man" - 3:45
5. "Dangerous Age" (Mick Ralphs/Terry Thomas) - 3:45
6. "Dirty Boy" - 3:50
7. "Rock of America" - 3:55
8. "Something About You" - 4:17
9. "The Way That it Goes" (Brian Howe/Mick Ralphs/Terry Thomas) - 3:25
10. "Love Attack" (Brian Howe/Mick Ralphs/Terry Thomas) - 3:55
11. "Excited" - 4:32